# Албена Фурнаджиева
Албена Фурнаджиева е българска писателка, магистър по филология и магистър по право. 

## Биография
Родена е в Пловдив. В родния си град получава средно образование. Завършва филология и право в Пловдивския университет „Паисий Хилендарски”.
Първите си публикации прави в периодичния печат още като дете. Дебютира с поетичната книга „Пясъчни рози” през 1996 г. Издала е сборниците с поезия „Немирници” (2010), „Рисувам обич” (2015), „Мечтатели” (2020). През 2023 г. е издаден и сборникът „Белият цвят на тревата” с разкази и импресии.
Член е на Съюза на българските писатели, член на Общество на литературния кабинет „Димчо Дебелянов“ към Националния студентски дом.
Нейни творби са превеждани на турски, руски, италиански, английски, испански и сръбски език. Работи като адвокат в Софийската адвокатска колегия.

## Награди
- Трета награда в националния поетичен конкурс „В полите на Витоша“ (2019).[3]
- Управителният съвет на Съюза на българските писатели удостои Албена Фурнаджиева с почетна грамота за принос в съвременната българска литература (2024).